# Enric II del Sacre Imperi Romanogermànic
Enric II del Sacre Imperi Romanogermànic (alemany: Heinrich II der Heilige)  (Bad Abbach, 6 de maig de 973 - Grone, 13 de juliol de 1024) anomenat el Sant i també conegut com a Sant Enric (per tal com va ser canonitzat per l'Església Catòlica), va ser el cinquè i darrer emperador del Sacre Imperi Romanogermànic de la dinastia saxona (o otoniana) des de la seva coronació a Roma el 1014 fins a la seva mort una dècada més tard. Va ser coronat rei d'Alemanya el 1002 i rei d'Itàlia el 1004.
Era fill del duc Enric II de Baviera. Com que el seu pare s'havia rebel·lat contra els dos emperadors anteriors, va passar part de la seva joventut a l'exili. Va succeir el seu pare com a duc de Baviera el 995 com Enric IV.

## Biografia
Era fill del duc Enric II de Baviera, conegut com el "busca-raons", i la seva esposa Gisela de Borgonya. Després d'una revolta fallida contra l'emperador Otó II, el seu pare es va haver d'exiliar a Hildeheim, on va posar la seva educació a càrrec de l'Església, primer a mans del bisbe de Freising i després a l'escola catedralícia de Hildesheim.
Després de la mort d'Otó II, el seu pare va tornar a rebel·lar-se contra el seu fill Otó III. Tot i que no va poder aconseguir la corona germana, el 985 va recuperar el ducat de Baviera. A la mort d'Enric II de Baviera (i de Caríntia) el 995 el seu fill el va succeir com a Enric IV de Baviera (durant l'exili Enric III dels liutpoldings havia governat el ducat) i III de Caríntia.

### Regnat
Enric es trobava de camí a Roma per ajudar el seu cosí, l'emperador Otó III, per combatre els rebels romans encapçalats per Gregori I de Túsculum quan el gener de 1002 rebé notícies de la seva mort. Coneixedor de què l'oposició a la seva successió era forta, Enric es va afanyar a apoderar-se de les insígnies reials. Els candidats rivals al tron, com Ezzo de Lotaríngia, Eccard I de Meissen, o Herman II de Suàbia, van disputar la successió d'Enric, però amb l'ajuda de l'Arquebisbe de Magúncia Willigis va poder assegurar l'elecció reial i ser coronat el 7 de juny del 1002 a Magúncia, tot i que encara passaria un any fins que no fos plenament reconegut.
L'any 1002 una revolta va deposar Boleslau III de Bohèmia, i Přemyslid Vladivoj amb el suport de Boleslau I de Polònia es va convertir en duc de Bohèmia, i va aconseguir el suport d'Enric II, que va cedir-li el Ducat de Bohèmia com a feu reial. Enric es va passar els anys següents consolidant el seu poder polític dins les fronteres alemanyes. Quan Vladivoj va morir en 1003, Boleslau I de Polònia va envair Bohèmia i Moràvia reposant Boleslau III, però el 1004 Enric II va dirigir una reeixida campanya per recuperar els territoris, cedint el ducat de Bohèmia a Jaromír de Bohèmia, posant-la definitivament sota jurisdicció imperial,
Després de la campanya de Bohèmia va entrar al Regne d'Itàlia per enfrontar-se amb Arduí d'Ivrea, que havia estat escollit Rei d'Itàlia per una facció oposada en 1002. Enric va enviar el duc Otó de Caríntia, a qui havia nomenat comte de Verona, per enfrontar-se a Arduií. Però aquest darrer va obtenir una sèrie de victòries a la zona del riu Adige a Valsugana contra les tropes dels bisbes i les imperials. Enric va tornar amb un exèrcit fins i tot més poderós que va abandonar Alemanya el març de 1004 i va arribar a Trento el 9 d'abril. Enric va entrar a Pavía i es va coronar rex italiae el 15 de maig de 1004 per l'Arquebisbe de Milà, Arnulf II a l'església de Sant Miquel. Les queixes del populatxo contra la dominació germànica van ser tan fortes que van obligar l'emperador a fugir de la ciutat, no sense abans calar-li foc en revenja per la seva resistència. Enric va quedar-se a la ciutat fins al 25 de maig quan, considerant que Itàlia estava assegurada, va decidir tornar a Alemanya.
Des d'Alemanya va iniciar una nova campanya contra Boleslau en la que es va aliar amb els lituans pagans contra els polonesos critsians. La guerra intermitent contra Boleslau va culminar amb la Pau de Bautzen el 1018 en la que es permetia a Boleslau conservar Lusàcia i la Marca de Meissen, però havia de cedir Bohèmia.
Enric va concedir la investidura del ducat de Baviera, a la Dieta celebrada a Ratisbona (1005) al seu nebot Enric de Luxemburg. Aquest es va enfadar amb l'emperador el 1009, i se li va retirar el ducat, però l'emperador finalment li va tornar el 1017.

### Emperador
A Itàlia, Arduí d'Ivrea es va tornar a revoltar, i quan Enric va tornar a Itàlia, Arduí no estava en condicions de resistir-li. Els seus enviats havien arribat a Pavia, a finals de 1013, per oferir la renúncia definitiva a la corona reial, en nom propi i dels seus fills, a canvi de la concessió d'un comtat, però la proposta no va ser acceptada. Enric es va dirigir directe a Roma, on el Papa Benet VIII el va coronar emperador del Sacre Imperi el 14 de febrer de 1014. Va nomenar oficials germànics per administrar Itàlia i va tornar a Alemanya el maig, i tan bon punt el nou emperador va tornar a Alemanya va intentar una recuperació definitiva, atacant Vercelli i Novara amb una violència extrema. El front imperial a Itàlia va semblar per un moment vacil·lar, però ràpidament es va recompondre i l'arquebisbe Arnulf II de Milà va aconseguir sotmetre'l el 1015 i es feu monjo a l'abadia de Fruttuaria, on morí.

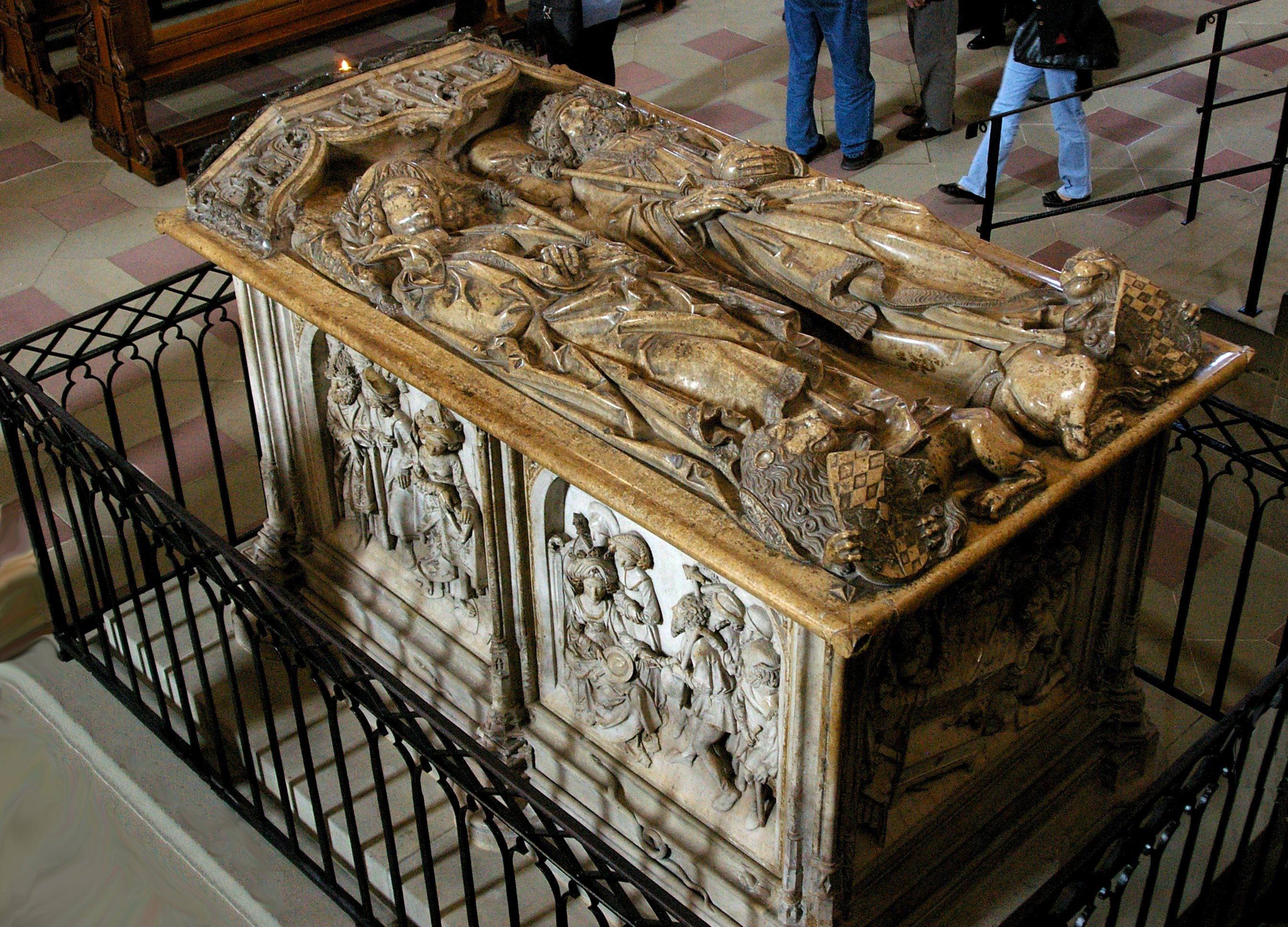
Tomba de l'emperador i Cunegunda a la Catedral de Bamberg, esculpida en 1499-1513 per Tilman Riemenschneider

Enric va morir el 13 de juliol de 1024 i fou enterrat a la catedral de Bamberg. Ell i la seva esposa Cunegunda de Luxemburg no havien tingut fills, segons la creença popular perquè tots dos havien fet un vot de castedat en el matrimoni.

## Veneració
Per les seves donacions a esglésies i monestirs, i pel matrimoni cast que mantingué amb la seva esposa Cunegunda, Enric va ser canonitzat per l'Església Catòlica el juliol de 1147, sota el pontificat de Climent II. Cunegunda també va ser canonitzada l'any 1200 per Innocenci III.
El culte a Enric tingué el seu origen a la diòcesi de Bamberg, que ell mateix havia fundat. D'allí es va difondre a la resta de Baviera i del regne d'Alemanya, principalment a Alsàcia i la zona del llac de Constança.
A Itàlia, la santedat d'Enric fou qüestionada degut a les seves campanyes militars a la península i per la seva ingerència a l'estructura de l'Església. El precursor de la Reforma Gregoriana Humbert de Silva Candida el va acusar de simonia i de robar a l'Església. I Joaquim de Fiore va pintar a Enric com un dels set caps del drac apocalíptic, juntament amb Herodes, Neró, Constantí II, Còsroes II, Saladí i Frederic II. Tanmateix, les influències dels rei Hohenstaufen i el clergat germànic van aconseguir tirar endavant la canonització d'Enric.
Després de diversos moviments en el calendari, des del 1969 la seva festivitat ha quedat establerta el 13 de juliol (la data de la seva mort). És el patró de la ciutat suïssa de Basilea.

## Família

### Avantpassats
|  |                            |  |  |  |  |  |  |  |  |  |  |  |  |  |  |  |
|  | 8. Rei Enric I d'Alemanya  |  |  |  |  |  |  |  |  |  |  |  |  |  |  |  |
|  |                            |  |  |  |  |  |  |  |  |  |  |  |  |  |  |  |
|  |                            |  |  |  |  |  |  |  |  |  |  |  |  |  |  |  |
|  | 4. Duc Enric I de Baviera  |  |  |  |  |  |  |  |  |  |  |  |  |  |  |  |
|  |                            |  |  |  |  |  |  |  |  |  |  |  |  |  |  |  |
|  |                            |  |  |  |  |  |  |  |  |  |  |  |  |  |  |  |
|  | 9. Matilde de Ringelheim   |  |  |  |  |  |  |  |  |  |  |  |  |  |  |  |
|  |                            |  |  |  |  |  |  |  |  |  |  |  |  |  |  |  |
|  |                            |  |  |  |  |  |  |  |  |  |  |  |  |  |  |  |
|  | 2. Duc Enric II de Baviera |  |  |  |  |  |  |  |  |  |  |  |  |  |  |  |
|  |                            |  |  |  |  |  |  |  |  |  |  |  |  |  |  |  |
|  |                            |  |  |  |  |  |  |  |  |  |  |  |  |  |  |  |
|  | 10. Arnulf I de Baviera    |  |  |  |  |  |  |  |  |  |  |  |  |  |  |  |
|  |                            |  |  |  |  |  |  |  |  |  |  |  |  |  |  |  |
|  |                            |  |  |  |  |  |  |  |  |  |  |  |  |  |  |  |
|  | 5. Judit de Baviera        |  |  |  |  |  |  |  |  |  |  |  |  |  |  |  |
|  |                            |  |  |  |  |  |  |  |  |  |  |  |  |  |  |  |
|  |                            |  |  |  |  |  |  |  |  |  |  |  |  |  |  |  |
|  | 1. Enric II                |  |  |  |  |  |  |  |  |  |  |  |  |  |  |  |
|  |                            |  |  |  |  |  |  |  |  |  |  |  |  |  |  |  |
|  |                            |  |  |  |  |  |  |  |  |  |  |  |  |  |  |  |
|  | 12. Rodolf I de Borgonya   |  |  |  |  |  |  |  |  |  |  |  |  |  |  |  |
|  |                            |  |  |  |  |  |  |  |  |  |  |  |  |  |  |  |
|  |                            |  |  |  |  |  |  |  |  |  |  |  |  |  |  |  |
|  | 6. Conrad de Borgonya      |  |  |  |  |  |  |  |  |  |  |  |  |  |  |  |
|  |                            |  |  |  |  |  |  |  |  |  |  |  |  |  |  |  |
|  |                            |  |  |  |  |  |  |  |  |  |  |  |  |  |  |  |
|  | 13. Berta de Suàbia        |  |  |  |  |  |  |  |  |  |  |  |  |  |  |  |
|  |                            |  |  |  |  |  |  |  |  |  |  |  |  |  |  |  |
|  |                            |  |  |  |  |  |  |  |  |  |  |  |  |  |  |  |
|  | 3. Gisela de Borgonya      |  |  |  |  |  |  |  |  |  |  |  |  |  |  |  |
|  |                            |  |  |  |  |  |  |  |  |  |  |  |  |  |  |  |
|  |                            |  |  |  |  |  |  |  |  |  |  |  |  |  |  |  |
|  | 7. Adelaida de Bellay      |  |  |  |  |  |  |  |  |  |  |  |  |  |  |  |
|  |                            |  |  |  |  |  |  |  |  |  |  |  |  |  |  |  |
|  |                            |  |  |  |  |  |  |  |  |  |  |  |  |  |  |  |